# Campionati italiani di triathlon del 1999
I Campionati italiani di triathlon del 1999 (XI edizione) sono stati organizzati dalla Federazione Italiana Triathlon e si sono tenuti a Peschiera del Garda in Veneto, in data 18 settembre 1999.
Tra gli uomini ha vinto Fabrizio Ferraresi (Zeppelin Triathlon Team), mentre la gara femminile è andata a Silvia Gemignani (Silca Ultralite).

## Risultati

### Élite uomini
| Pos. | Atleta               | Società sportiva           | Nuoto    | Bici     | Corsa    | Totale   |
| ---- | -------------------- | -------------------------- | -------- | -------- | -------- | -------- |
|      | Fabrizio Ferraresi   | Zeppelin Triathlon Team    | 00:22:11 | 00:57:18 | 00:31:24 | 01:50:53 |
|      | Stefano Belandi      | Fiamme Azzurre             | 00:21:44 | 00:57:51 | 00:31:37 | 01:51:12 |
|      | Danilo Palmucci      | Kalura Sport               | 00:22:35 | 00:57:03 | 00:32:29 | 01:52:07 |
| 4    | David Morelli        | Galileo Triathlon          | 00:22:25 | 00:57:06 | 00:32:45 | 01:52:16 |
| 5    | Giuseppe Ferraro     | Carabinieri                | 00:22:10 | 00:57:21 | 00:32:54 | 01:52:25 |
| 6    | Nicola Carpanese     | Tri. Rari Nantes Marostica | 00:23:08 | 00:56:28 | 00:33:41 | 01:53:17 |
| 7    | Andrea D'Aquino      | Triathlon Novara           | 00:22:16 | 00:57:15 | 00:34:00 | 01:53:31 |
| 8    | Gianluca Calfapietra | Roma Triathlon PP          | 00:00:00 | 01:19:35 | 01:53:38 | 01:53:38 |
| 9    | Edoardo Piantanida   | Pro Patria Pierrel         | 00:22:22 | 00:57:11 | 00:34:10 | 01:53:43 |
| 10   | Alessandro Baiocchi  | Forze Armate Triathlon     | 00:23:05 | 00:56:33 | 00:34:13 | 01:53:51 |
| 11   | Gianpaolo Sala       | Silca Ultralite            | 00:23:02 | 00:00:00 | 01:54:18 | 01:54:18 |
| 12   | Paolo Cagliari       | Fri Team                   | 00:23:05 | 00:56:32 | 00:35:08 | 01:54:45 |
| 13   | Alessandro Conforto  | Fiamme Azzurre             | 00:23:03 | 00:56:38 | 00:35:12 | 01:54:53 |
| 14   | Marco Stradi         | Tri. Rari Nantes Marostica | 00:23:27 | 00:56:15 | 00:35:19 | 01:55:01 |
| 15   | Emilio D'Aquino      | Triathlon Novara           | 00:22:15 | 00:57:22 | 00:35:25 | 01:55:02 |
| 16   | Fabrizio Baralla     | Minerva Roma               | 00:23:10 | 00:56:32 | 00:35:21 | 01:55:03 |
| 17   | Andrea Palmieri      | Olimpia Triathlon          | 00:23:54 | 00:55:49 | 00:35:23 | 01:55:06 |
| 18   | Vanny Favotto        | Torino Triathlon           | 00:00:00 | 01:19:39 | 01:55:16 | 01:55:16 |
| 19   | Stefano Paoli        | Triathlon Alto Adige       | 00:23:49 | 00:56:51 | 00:34:57 | 01:55:37 |
| 20   | Stefano Rossi        | Silca Ultralite            | 00:00:00 | 01:20:45 | 01:55:41 | 01:55:41 |

### Élite donne
| Pos. | Atleta               | Società sportiva           | Nuoto    | Bici     | Corsa    | Totale   |
| ---- | -------------------- | -------------------------- | -------- | -------- | -------- | -------- |
|      | Silvia Gemignani     | Silca Ultralite            | 00:22:27 | 01:04:49 | 00:39:03 | 02:06:19 |
|      | Manuela Ianesi       | Läufer Club Bozen          | 00:23:34 | 01:03:36 | 00:39:49 | 02:06:59 |
|      | Edith Niederfriniger | Läufer Club Bozen          | 00:24:21 | 01:06:30 | 00:38:34 | 02:09:25 |
| 4    | Beatrice Lanza       | Biella Triathlon Club      | 00:25:20 | 01:05:32 | 00:38:39 | 02:09:31 |
| 5    | Nadia Da Ros         | Silca Ultralite            | 00:23:54 | 01:06:24 | 00:43:09 | 02:13:27 |
| 6    | Matilde Ravizza      | Torino Triathlon           | 00:31:33 | 01:08:36 | 00:36:58 | 02:17:07 |
| 7    | Dina Braguti         | Pat Tria Cor               | 00:27:22 | 01:05:26 | 00:44:54 | 02:17:42 |
| 8    | Serena Borsani       | Pro Patria Pierrel         | 00:28:40 | 01:08:27 | 00:42:46 | 02:19:53 |
| 9    | Cristina Giribon     | Viareggio Triathlon        | 00:26:49 | 01:09:43 | 00:43:44 | 02:20:16 |
| 10   | Martina Dogana       | Tri. Rari Nantes Marostica | 00:29:44 | 01:07:11 | 00:44:02 | 02:20:57 |
| 11   | Alessia Bertolino    | Avia Pervia                | 00:30:13 | 01:08:32 | 00:42:31 | 02:21:16 |
| 12   | Daniela Ianesi       | Läufer Club Bozen          | 00:29:43 | 01:08:52 | 00:43:57 | 02:22:32 |
| 13   | Elisa Sacchetti      | Biella Triathlon Club      | 00:26:51 | 01:11:52 | 00:44:51 | 02:23:34 |
| 14   | Susanna Neri         | Viareggio Triathlon        | 00:36:52 | 01:09:38 | 00:40:27 | 02:26:57 |
| 15   | Alberta Copelli      | CUS Parma                  | 00:34:59 | 01:18:43 | 00:34:03 | 02:27:45 |
| 16   | Tessa Caimi          | Pro Patria Pierrel         | 00:32:28 | 01:10:44 | 00:45:54 | 02:29:06 |
| 17   | Nadia Diotallevi     | Marche Ms                  | 00:30:28 | 01:13:42 | 00:45:24 | 02:29:34 |
| 18   | Vittoria Mazzieri    | CUS Parma                  | 00:35:09 | 01:08:03 | 00:47:27 | 02:30:39 |
| 19   | Elena Marchi         | Garda Trentino             | 00:33:02 | 01:11:35 | 00:46:18 | 02:30:55 |
| 20   | Elaine Bocchini      | Bike Tri                   | 00:27:17 | 01:10:57 | 00:53:01 | 02:31:15 |